# Yambuya
Pour les articles homonymes, voir Yambuya (homonymie).

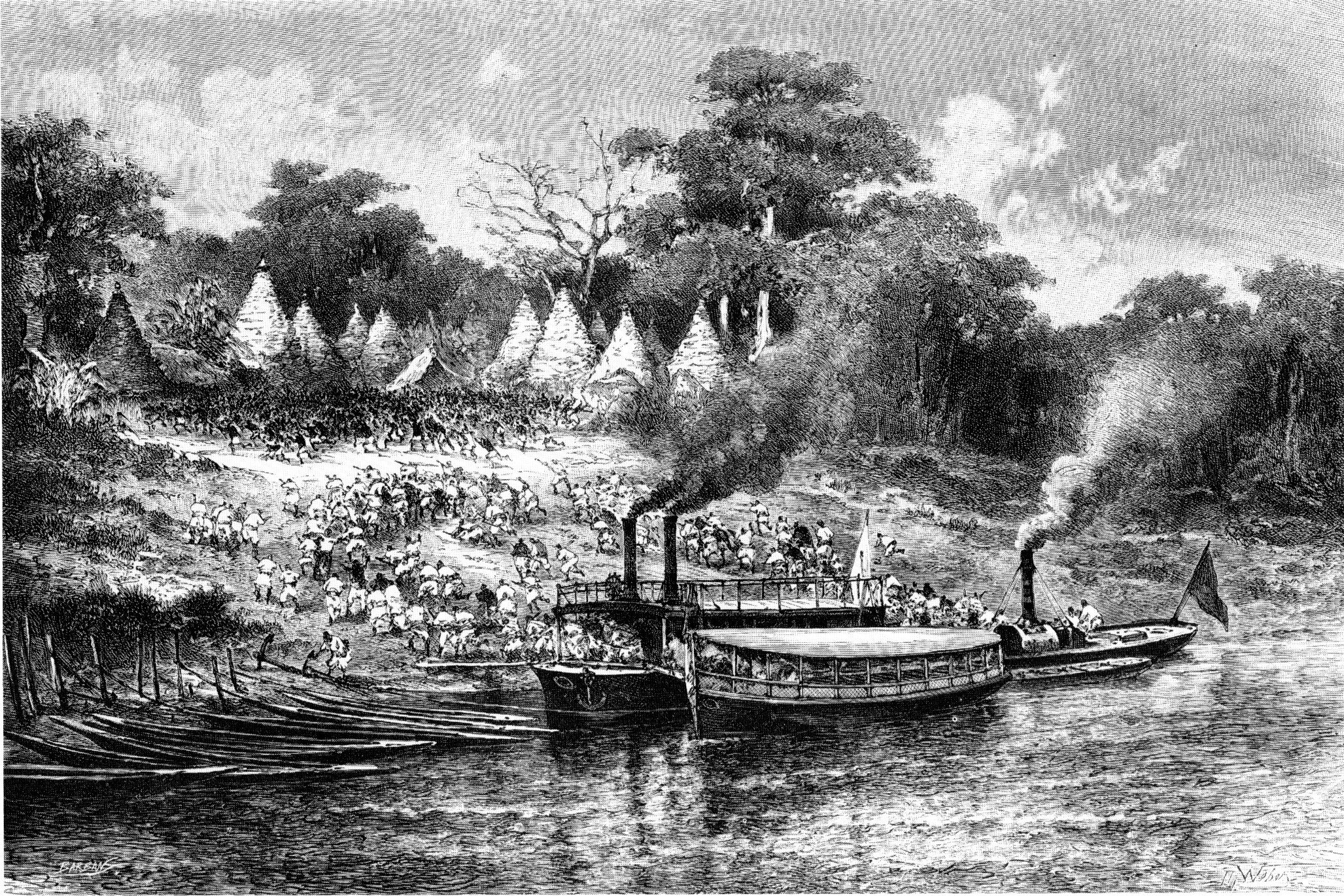
Débarquement à Yambuya, 1890

Yambuya, parfois Jambuja ou Yambouya, est une localité de la République démocratique du Congo sur la rivière Aruwimi. Située à environ 150 kilomètres en aval de Banalia, elle fut notamment l'une des étapes de l'expédition de secours à Emin Pasha le 28 juin 1887   .
C'est la dernière limite pour la navigation depuis Basoko, la rivière étant barrée par des chutes.
Localisation : 1° 16′ 00″ N, 24° 33′ 00″ E